# Ouzbékistan aux Jeux olympiques d'hiver de 2022
L'Ouzbékistan  participe aux Jeux olympiques d'hiver de 2022 à Pékin en Chine du 9 au 20 février 2022. Il s'agit de sa huitième participation à des Jeux d'hiver.
La délégation est assez restreinte avec un seul participant, une participation minimaliste alors que le pays avait toujours envoyé au moins un représentant en patinage artistique.

## Résultats en ski alpin
Komiljon Tukhtaev, skieur de 24 ans originaire de Tashkent, parvient à décrocher un quota sur le slalom et le slalom géant ; porte-drapeau de la délégation ouzbèke à PyeongChang, il avait fini 52e en slalom géant.
| Athlète           | Épreuve      | 1re manche    | 1re manche  | 2e manche     | 2e manche | Total         | Total   |
| Athlète           | Épreuve      | Temps         | Rang        | Temps         | Rang      | Temps         | Rang    |
| ----------------- | ------------ | ------------- | ----------- | ------------- | --------- | ------------- | ------- |
| Komiljon Tukhtaev | Slalom       | Disqualifié   | Disqualifié | Éliminé       | Éliminé   | Éliminé       | Éliminé |
| Komiljon Tukhtaev | Slalom géant | 1 min 12 s 77 | 35e         | 1 min 14 s 72 | 27e       | 2 min 27 s 49 | 29e     |